# 也音駅
也音駅（ヤウムえき）は、かつて大韓民国慶尚南道蔚山市（現・蔚山広域市）南区に存在した鉄道庁の駅（廃駅）である。
東海南部線に接続する蔚山線と、貨物線である蔚山港線および長生浦線が乗り入れていた。1992年8月20日、東海南部線のルートが移設されたことに伴い蔚山線と共に廃止となり、2つの貨物線は蔚山駅（現・太和江駅）起点へと変更された。

## 歴史
- 1953年4月11日：営業開始。
- 1992年8月20日：東海南部線の蔚山市内の線路移設に伴い廃止。

## 隣の駅
鉄道庁
蔚山線
達里駅 - 也音駅
蔚山港線
也音駅 - 蔚山港駅
長生浦線
也音駅 - 長生浦駅